# Etiópia az 1956. évi nyári olimpiai játékokon
Etiópia az ausztráliai Melbourne-ben és a svédországi Stockholmban megrendezett 1956. évi nyári olimpiai játékok egyik részt vevő nemzete volt. Az országot az olimpián 2 sportágban 12 sportoló képviselte, akik érmet nem szereztek. Etiópia első alkalommal vett részt az olimpiai játékokon.

## Atlétika
Férfi
| Versenyző                                              | Versenyszám     | Előfutam   | Előfutam | Negyeddöntő | Negyeddöntő | Elődöntő | Elődöntő | Döntő   | Döntő    |
| Versenyző                                              | Versenyszám     | Idő        | Hely.    | Idő         | Hely.       | Idő      | Hely.    | Idő     | Helyezés |
| ------------------------------------------------------ | --------------- | ---------- | -------- | ----------- | ----------- | -------- | -------- | ------- | -------- |
| Roba Negousse                                          | 100 m           | 11,8       | 6.       | kiesett     | kiesett     | kiesett  | kiesett  | kiesett | kiesett  |
| Roba Negousse                                          | 200 m           | 23,7       | 5.       | kiesett     | kiesett     | kiesett  | kiesett  | kiesett | kiesett  |
| Abebe Hailou                                           | 200 m           | 23,0       | 6.       | kiesett     | kiesett     | kiesett  | kiesett  | kiesett | kiesett  |
| Abebe Hailou                                           | 400 m           | 49,0       | 4.       | kiesett     | kiesett     | kiesett  | kiesett  | kiesett | kiesett  |
| Abebe Hailou                                           | 100 m           | 11,3       | 5.       | kiesett     | kiesett     | kiesett  | kiesett  | kiesett | kiesett  |
| Beyene Legesse                                         | 100 m           | 11,8       | 6.       | kiesett     | kiesett     | kiesett  | kiesett  | kiesett | kiesett  |
| Beyene Legesse                                         | 200 m           | 23,4       | 5.       | kiesett     | kiesett     | kiesett  | kiesett  | kiesett | kiesett  |
| Beyene Legesse                                         | 400 m           | 50,7       | 5.       | kiesett     | kiesett     | kiesett  | kiesett  | kiesett | kiesett  |
| Ajanew Bayene                                          | 400 m           | 51,3       | 5.       | kiesett     | kiesett     | kiesett  | kiesett  | kiesett | kiesett  |
| Ajanew Bayene                                          | 800 m           | nincs adat | 8.       |             | kiesett     | kiesett  | kiesett  | kiesett |          |
| Mamo Wolde                                             | 800 m           | 1:58,0     | 7.       |             | kiesett     | kiesett  | kiesett  | kiesett |          |
| Mamo Wolde                                             | 1500 m          | 3:51,0     | 11.      |             |             |          |          | kiesett | kiesett  |
| Gebre Birkay                                           | Maraton         |            |          |             |             |          |          | 2:58:49 | 32.      |
| Bashay Feleke                                          | Maraton         |            |          |             |             |          |          | 2:53:37 | 29.      |
| Beyene Legesse Bekele Haile Roba Negousse Abebe Hailou | 4 × 100 m váltó | 44,3       | 5.       |             | kiesett     | kiesett  | kiesett  | kiesett |          |
| Ajanew Bayene Beyene Legesse Mamo Wolde Abebe Hailou   | 4 × 400 m váltó | 3:30,0     | 5.       |             | kiesett     | kiesett  |          |         |          |

## Kerékpározás

### Országúti kerékpározás
| Versenyző                                                      | Versenyszám          | Idő              | Helyezés      |
| -------------------------------------------------------------- | -------------------- | ---------------- | ------------- |
| Zehaye Bahta                                                   | Mezőnyverseny        | 5:34:37 (+13:20) | 38.           |
| Geremew Demboba                                                | Mezőnyverseny        | 5:26:58 (+5:41)  | 25.           |
| Negousse Mengistou                                             | Mezőnyverseny        | nem ért célba    | nem ért célba |
| Mesfen Tesfaye                                                 | Mezőnyverseny        | 5:34:25 (+13:08) | 36.           |
| Versenyző                                                      | Versenyszám          | Pont             | Helyezés      |
| Zehaye Bahta Geremew Demboba Negousse Mengistou Mesfen Tesfaye | Csapat mezőnyverseny | 99               | 9.            |